# فوروکاوا هونپو
فوروکاوا هونپو (انگلیسی: Fullkawa Honpo؛ زادهٔ ۳ مارس ۱۹۸۰) خواننده، موسیقی‌دان، و ترانه‌پرداز اهل ژاپن است.